# Trichosirocalus horridus
Trichosirocalus horridus là một loài Curculionidae bản địa châu Âu. Nó là một tác nhân kiểm soát sinh vật được du nhập vào Hoa Kỳ vào năm 1974 để kiểm soát sinh vật lạ, đặc biệt là các chi Cirsium và Carduus.
Năm 2004, T. horridus được quan sát thấy ăn loài Cirsium altissimum L. in Nebraska. Loài mọt ngũ cốc này đã được quan sát thấy trên cây kế bản địa ở tỷ lệ tương tự như cây kế xâm hại (Cirsium vulgare). T. horridus cũng được ghi nhận ăn 5 loài Cirsium bản địa ở Tennessee.